# Мороні
Моро́ні — столиця і найбільше місто Коморських Островів. Населення — 111,3 тис. чоловік. Розташоване на західному узбережжі острова Гранд-Комор, біля підніжжя вулкана Картала. Аеропорт, порт.
У Мороні збереглося старе місто (медина), що складається з двох кварталів (Badjanani і Mtsangani).
Вважається, що назва Мороні походить від слова moron (малагасийською — «берег») або перекладається як «серце вогню» — вказівка на вулкан Картала. Відповідно до іншої етимології, назва Moroni сходить до слова Oundroni — «благополуччя».

## Історія

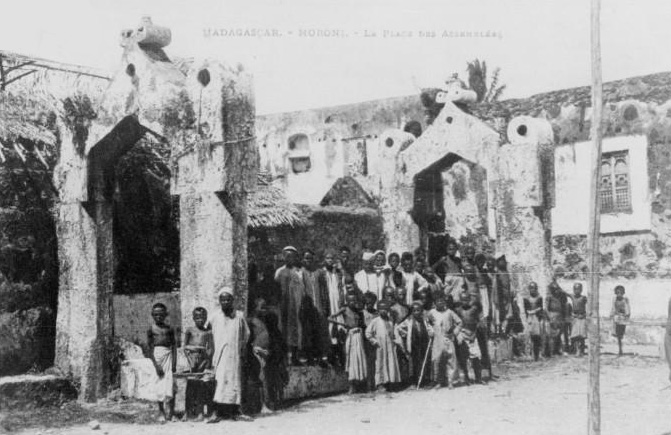
Мороні, 1908 рік

Мороні засновано арабськими поселенцями в X ст.
- X — XIX ст. існує султанат Мороні.
- 1886 — 25 липня 1912: столиця султанату Бамбао (Bambao), який об'єднав острів Гранд-Комор під французьким протекторатом (protectorat des Comores фр.).
- 1968 — 6 липня 19751: столиця автономної заморської території (territoire d'outre-mer фр.) Франції Коморські острови в рамках Французького Союзу (Communauté française фр.).
- 6 липня 1975 — 24 травня 1978: Держава Коморських островів (State of Comoros англ.).
- 24 травня 1978 — 23 грудень 2001: столиця Федеративної Ісламської Республіки Коморські острови (République fédérale islamique des Comores фр., جمهورية القمر الإتحادية الإسلامية араб.).
- 23 грудня 2001 — по даний час: столиця Союзу Коморських островів (Udzima wa Komori — коморською мовою, اتحاد القمر — по-арабськи, читається: «Іттіхад аль-Комор», l'Union des Comores — фр.)

У Мороні знаходяться центральні державні органи Союзу Коморських островів: президент — глава держави й уряду; парламент (однопалатний) — Союзна Асамблея.
Географічні координати: 11º32' пд.ш., 43º16' с.д.
Населення: 60,2 тис. (оцінка на 2003).

## Демографія
Станом на 2011 рік у Мороні жило близько 54 000 осіб. Мусульмани-суніти складають 98 % населення, інші (включаючи мусульман-шиїтів, католиків, свідків Єгови, протестантів) — 2 %. Арабська і французька є офіційними мовами, також тут говорять коморською мовою, яка відноситься до мов банту, тісно пов'язана з суахілі і відчуває сильний вплив арабської мови.

## Клімат
Мороні знаходиться в зоні тропічного клімата вологих лісів (Af за класифікацією кліматів Кеппена). Середньорічна кількість опадів становить 2700 міліметрів. Сезон мусонів триває з листопада по квітень. Вологість знаходиться в діапазоні від 69 до 79 відсотків.
| Клімат Мороні                              | Клімат Мороні | Клімат Мороні | Клімат Мороні | Клімат Мороні | Клімат Мороні | Клімат Мороні | Клімат Мороні | Клімат Мороні | Клімат Мороні | Клімат Мороні | Клімат Мороні | Клімат Мороні | Клімат Мороні |
| Показник                                   | Січ.          | Лют.          | Бер.          | Квіт.         | Трав.         | Черв.         | Лип.          | Серп.         | Вер.          | Жовт.         | Лист.         | Груд.         | Рік           |
| Абсолютний максимум, °C                    | 34            | 34            | 35            | 34            | 33            | 32            | 31            | 31            | 31            | 33            | 34            | 36            | 36            |
| Середній максимум, °C                      | 30,4          | 30,4          | 30,8          | 30,4          | 29,5          | 28,4          | 27,7          | 27,7          | 28,1          | 29,1          | 30,3          | 30,8          | 29,5          |
| Середній мінімум, °C                       | 23,4          | 23,3          | 23,0          | 22,6          | 21,2          | 19,6          | 18,8          | 18,4          | 19,0          | 20,3          | 21,6          | 22,6          | 21,2          |
| Абсолютний мінімум, °C                     | 20            | 20            | 20            | 20            | 17            | 14            | 14            | 14            | 15            | 16            | 18            | 19            | 14            |
| Середня кількість сонячних годин на місяць | 187           | 177           | 225           | 192           | 232           | 231           | 236           | 232           | 221           | 237           | 230           | 212           | 2612          |
| Норма опадів, мм                           | 364           | 293           | 279           | 316           | 256           | 266           | 244           | 150           | 108           | 97            | 108           | 219           | 2700          |
| Днів з опадами                             | 18            | 16            | 18            | 18            | 12            | 12            | 12            | 10            | 11            | 12            | 12            | 16            | 167           |
| Вологість повітря, %                       | 79            | 77            | 76            | 74            | 69            | 66            | 65            | 65            | 70            | 73            | 69            | 72            | 71            |
| ------------------------------------------ | ------------- | ------------- | ------------- | ------------- | ------------- | ------------- | ------------- | ------------- | ------------- | ------------- | ------------- | ------------- | ------------- |
| Джерело:                                   |               |               |               |               |               |               |               |               |               |               |               |               |               |

## Гора Картала
Мороні розташований біля підніжжя гори Картала, за 10 км на північний захід від кратера вулкана. Висота вулкана становить 2361 метр над рівнем моря, і він є одним з найбільших діючих вулканів в світі, його виверження спостерігаються приблизно кожні одинадцять років (за двісті років спостережень). Виверження 2005 року викликало евакуацію великої кількості людей через вулканічний попіл.

## Природа
Біля вулкана мешкає безліч видів птахів, у тому числі Columba pollenii, Otus pauliani, Leptosomus discolor, Dicrurus fuscipennis, Turdus bewsheri, Hypsipetes parvirostris, Humblotia flavirostris, Coracina cinerea, Zosterops kirki, Zosterops mouroniensis, Nesillas brevicaudata, Cinnyris notatus і Foudia eminentissima.

## Галерея

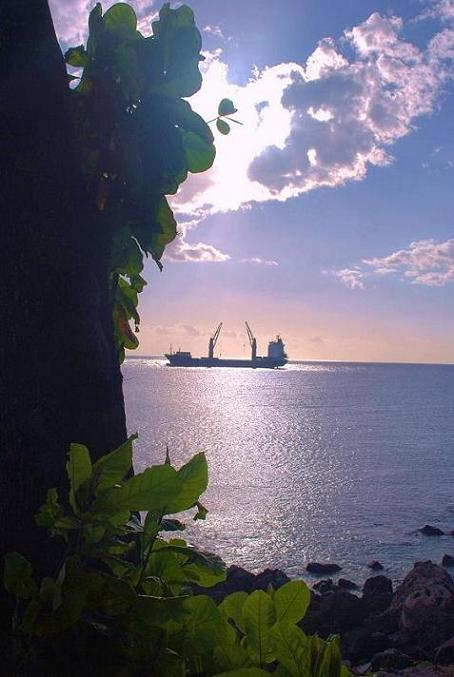
Гавань
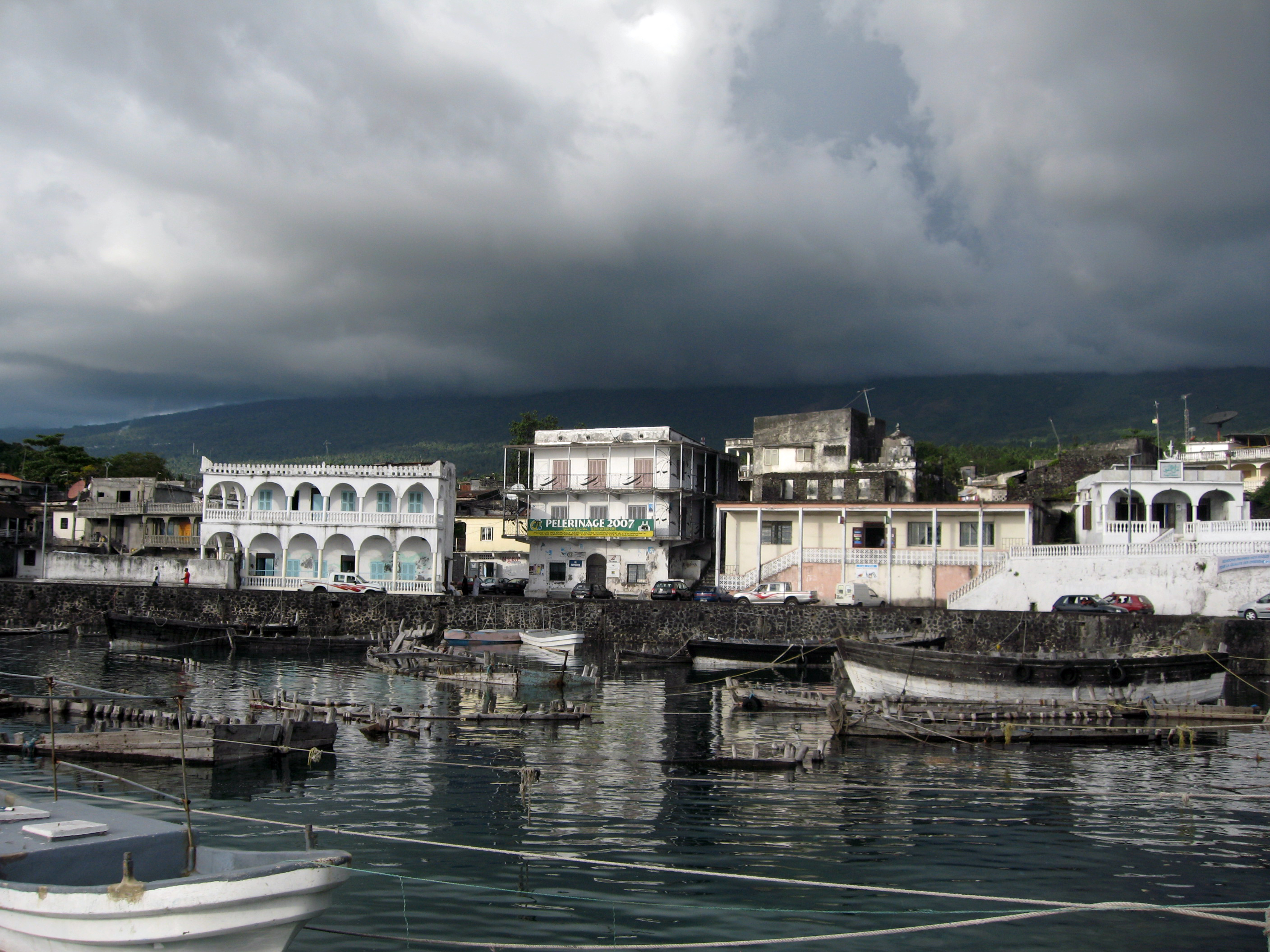
Мороні в липні 2008 року
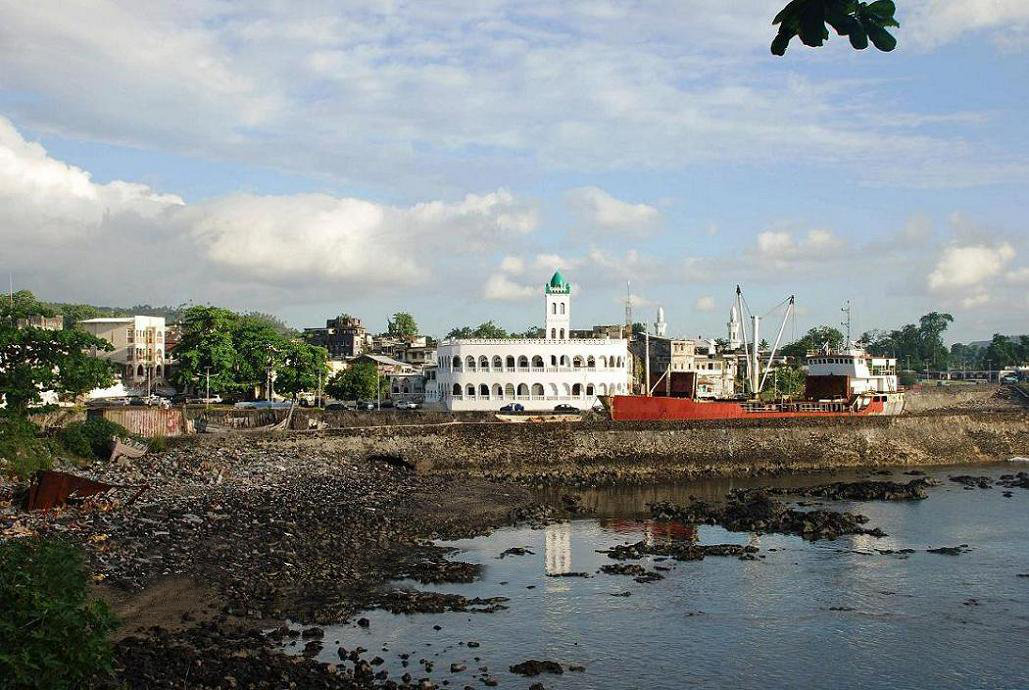
Порт Мароні
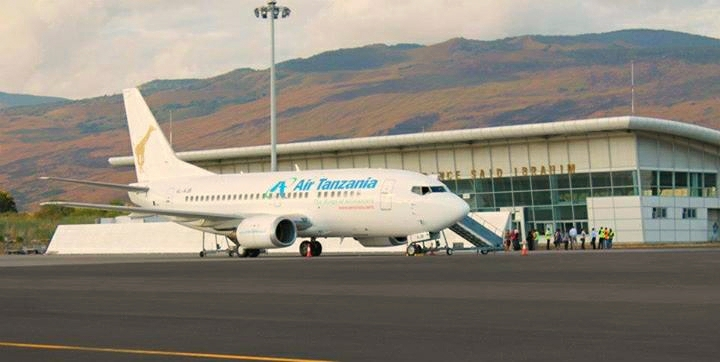
Міжнародний аеропорт імені принца Саїда Ібрагіма
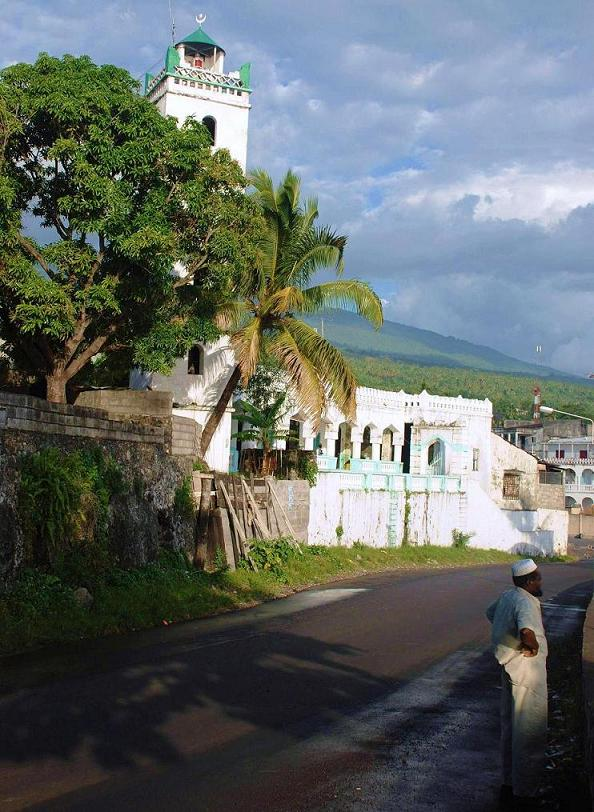
Мечеть Баджанані